# غوندلفينغن آن در دناو
غوندلفينغن آن در دناو (بالألمانية: Gundelfingen an der Donau) هي بلدة ألمانية تقع في ألمانيا في Dillingen.

## المدن التوأمة
مدن بييك، Louverné وLa Chapelle-Anthenaise هي مدن توأمة لـغوندلفينغن آن در دناو.